# Rõngu
Rõngu – osiedle (alevik) w Estonii, w prowincji Tartu, w gminie Elva. W 2021 miało ono 712 mieszkańców.

## Geografia
Rõngu jest położone przy autostradzie Tartu-Valga i leży na wysokości 80 m np.m.m..

## Historia
Pierwsze wzmianki o Rõngu pochodzą z 1582 roku. Rõngu należało do gminy Rõngu przed reformą administracyjną samorządów lokalnych w 2017 roku..

## Demografia
Według spisu ludności z 2011 roku w Rõngu mieszkało 799 mieszkańców, z czego 779 (97,5%) stanowili Estończycy. Według spisu ludności z 2021 roku w Rõngu mieszkało 712 mieszkańców, z czego 673 (94,9%) stanowili Estończycy.